# 李东荣

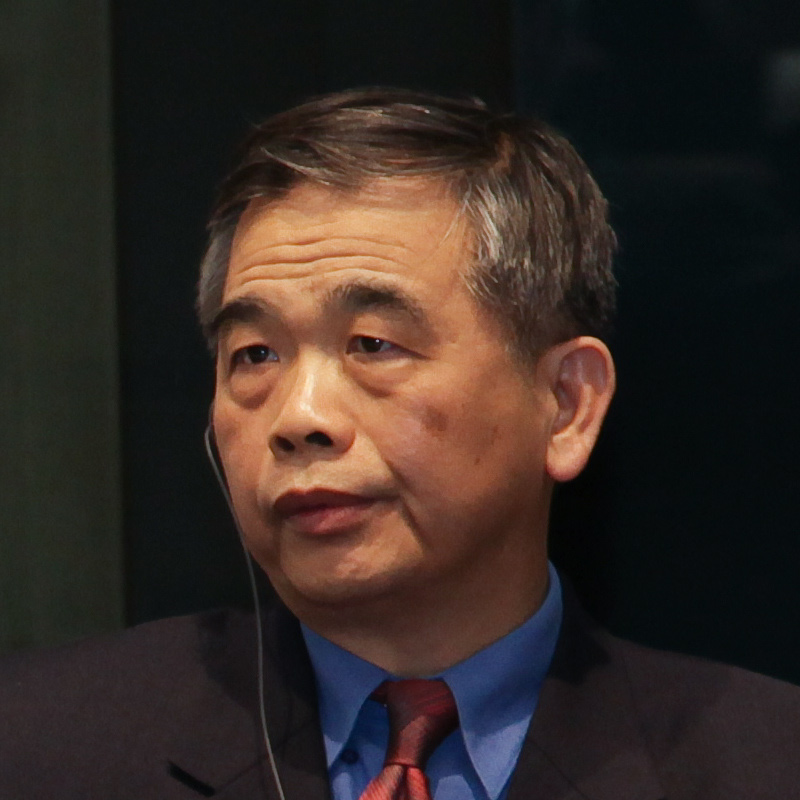
李东荣

李东荣（1954年8月—），男，中华人民共和国金融人物，曾任国家外汇管理局副局长，中国人民银行党委委员、行长助理、副行长。